# Josef Derbolav
Josef Derbolav (* 24. März 1912 in Wien; † 14. Juli 1987 in Bremen) war ein österreichischer Pädagoge und Philosoph sowie Universitätsprofessor an der Universität Bonn. Neben Theodor Litt war er einer der bedeutendsten Vertreter der Bildungsphilosophie im 20. Jahrhundert.

## Leben
Derbolav war Sohn eines Graphikers. Gemeinsam mit seinem Zwillingsbruder, beide musikalisch und künstlerisch begabt, besuchte er die Bundeserziehungsanstalt Breitensee und legte dort 1930 die Matura ab. Von 1930 bis 1934 studierte er Germanistik, Klassische Philologie und Pädagogik in Wien und wurde mit einer Arbeit über Goethes Faust in Germanistik promoviert. Danach arbeitete er als Gymnasiallehrer in Klagenfurt und Krems. Er heiratete 1938 und hatte eine Tochter. Im Zweiten Weltkrieg diente er als Militärpsychologe in der deutschen Luftwaffe und war zuletzt in einer Luftwaffen-Fachschule in Breslau eingesetzt. Seit Ende 1945 war er wieder Gymnasiallehrer in Krems. 1950 wurde er noch vor seiner Habilitation als ao. Professor für Pädagogik an die Universität Saarbrücken berufen. 1953 habilitierte er sich für Praktische Philosophie in Wien. Ab 1955 war er, als Nachfolger Theodor Litts, Professor für Philosophie und Pädagogik in Bonn. 1980 wurde er emeritiert.

## Lehre
Verwurzelt in der Philosophie Platons und anknüpfend an seinen Vorgänger Litt und seinen Freund, den Philosophen Erich Heintel in Wien, entwickelte Derbolav eine sich auf die Philosophie Georg Friedrich Hegels berufende dialektisch-reflexive Erziehungswissenschaft, die Voraussetzungen des Erziehungswissens klärt und die dialektische Struktur der pädagogischen Praxis analysiert. Mit Verweis auf das „pädagogische Dreieck“ konzentrierten sich seine Arbeiten auf drei zentrale Diskussionsstränge: (1) die „Pädagogische Anthropologie“, die – auch entwicklungspsychologische und jugendsoziologische Fragestellungen aufnehmend – die pädagogischen Problemstellungen des Kindes- und Jugendalters verfolgt, (2) die „Allgemeine Didaktik“, die bildungstheoretisch die Unterrichtsinhalte auf ihren Bildungssinn hin befragt und (3) die „pädagogische Ethik“, die die Verantwortungshorizonte der pädagogisch Handelnden durchdenkt.
Die Genese des Selbst als Personagenese vollzieht sich nach Derbolav in sich steigernden Gewissensstufen, deren Ordnung er in Anlehnung an Arbeiten seines Assistenten Franz Fischer entwickelte. Zunächst gehorcht das Kind den Geboten und Verboten der Eltern, dann beginnt es nach dem Grund der Verbote zu fragen und findet eine Antwort im Sittengesetz, dieses findet sich wiederum durch die Ethik in der Idee des Guten begründet. Ihr Sinn tritt sukzessive von Stufe zu Stufe gemäß dem moralischen Reflexionsniveau des Heranwachsenden ins Bewusstsein.
Ähnliche Stufen liegen nach Derbolav auch den didaktischen Reflexionen der Unterrichtsfächer zugrunde. Sie beginnen mit einer phänomenologischen Erschließung der Gegenstandsfelder und schreiten zu deren wissenschaftlichen Analyse fort. Die Wissenschaftsorientierung des Unterrichts ist jedoch nicht das Ziel des didaktischen Prozesses. Der Bildungssinn der Fächer liegt vielmehr darin, den Heranwachsenden die praktischen „Ansprüche der Wirklichkeit“ (Franz Fischer) zu eröffnen. Erst gemeinsam kennzeichnen die Stufen die dialektische Struktur der Bildungsbewegung als einen Prozess der Auseinandersetzung des Heranwachsenden (Selbst) mit der Welt (Anderem), dessen theoretischer Nachvollzug durch die Pädagogik zugleich dem Erzieher zur praktischen Sinnorientierung seiner maieutischen Aufgabe dient, dem Heranwachsenden ein reflexives Verhältnis zu sich selbst und zur Welt zu eröffnen.
Derbolav hatte zu Lebzeiten mit seiner dialektischen Bildungstheorie und seinen Analysen des mittleren und höheren Schulwesens großen Einfluss auf die pädagogische Diskussion im deutschsprachigen Raum. Weiter hat Derbolav eine umfassende Praxeologie entworfen, die sich mit den notwendigen erzieherischen Praxisfeldern der Gesellschaft befasst, wozu nach Derbolav auch die Religion zählt. Einer seiner Schüler, Dietrich Benner, hat Derbolavs Praxeologie zu einer Pädagogik als Handlungswissenschaft fortgeführt.
Angesichts der heute vorherrschenden empirischen Erziehungswissenschaft, die Derbolav schon bei Wolfgang Brezinka in den 1970er Jahren (Derbolav 1976) entschieden kritisierte, ist der bildungsphilosophische Ansatz von Derbolav in Vergessenheit geraten. Seine philosophischen Arbeiten zur antiken Philosophie und zur Ethik in der Philosophie werden aber weiterhin rezipiert. Sein kurz vor dem Tode abgeschlossener Buch-Dialog mit dem Japaner Daisaku Ikeda Auf der Suche nach einer neuen Humanität, der 1988 gleichzeitig in japanischer, deutscher und englischer Sprache erschien, eröffnete eine breite Diskussion über Interkulturelle Philosophie.

## Schriften
- Der Dialog ‘Kratylos’ im Rahmen der platonischen Sprach- und Erkenntnisphilosophie. 1953.
- Erkenntnis und Entscheidung. Philosophie der geistigen Aneignung in ihrem Ursprung bei Platon. 1954.
- Wesen und Formen der Gymnasialbildung, Zur Wirtschaftsoberschule. 1957.
- Das Exemplarische im Bildungsraum des Gymnasiums. 1957.
- Wesen und Werden der Realschule. 1960.
- (Hrsg.): Grundfragen der Musikdidaktik. 1967.
- Frage und Anspruch. Pädagogische Studien und Analysen. 1970.
- Die Entwicklungskrise der deutschen Pädagogik und ihre wissenschaftspolitischen Konsequenzen. 1970.
- Systematische Perspektiven der Pädagogik. 1971.
- Platons Sprachphilosophie im Kratylos und in den späteren Schriften. 1972.
- Pädagogik und Politik. Eine systematisch-kritische Analyse ihrer Beziehungen. 1975.
- Kritik und Metakritik der Praxeologie, im Besonderen der praktischen Strukturtheorie. 1976.
- Von den Bedingungen gerechter Herrschaft. Studien zu Platon und Aristoteles. 1979. ND ISBN 978-3-12-915040-5
- Abriß europäischer Ethik. Die Frage nach dem Guten und ihr Gestaltwandel. 1983.
- Fehlentwicklungen …? Kritische Streifzüge durch die politisch-pädagogische Landschaft der Deutschen Bundesrepublik. 1984.
- Impulse europäischer Geistesgeschichte. 1987.
- Grundriß einer Gesamtpädagogik. 1987.
- mit Daisaku Ikeda: Auf der Suche nach einer neuen Humanität. 1988. ISBN 978-3-485-00564-7
- Nachgelassene Schriften / Die Erziehung des Gewissens: Schriften und Entwürfe zur Ethik, Pädagogik, Politik und Hermeneutik, 1999. ISBN 978-3-926049-23-0

## Einzelbelege
1. ↑  Holger Burckhart: Diskursethik, Diskursanthropologie, Diskurspädagogik: reflexiv-normative Grundlegung kritischer Pädagogik. Königshausen & Neumann, 1999, ISBN 978-3-8260-1460-4 (google.de [abgerufen am 24. April 2020]).
2. ↑  Björn Kralemann: Bildung als Gleichgewicht: Attraktoren als Interpretationsrahmen der Person in ihrer Bildung. BoD – Books on Demand, 2014, ISBN 978-3-7357-9278-5 (google.de [abgerufen am 24. April 2020]).
3. ↑  Berthold Gerner: Das exemplarische Prinzip: Beiträge zur Didaktik der Gegenwart. Wissenschaftliche Buchgesellschaft, 1968 (google.de [abgerufen am 24. April 2020]).

| Personendaten    | Personendaten                        |
| ---------------- | ------------------------------------ |
| NAME             | Derbolav, Josef                      |
| ALTERNATIVNAMEN  | Derbolav, Joseph                     |
| KURZBESCHREIBUNG | österreichischer Pädagoge, Philosoph |
| GEBURTSDATUM     | 24. März 1912                        |
| GEBURTSORT       | Wien                                 |
| STERBEDATUM      | 14. Juli 1987                        |
| STERBEORT        | Bremen                               |